# Burg Prunn

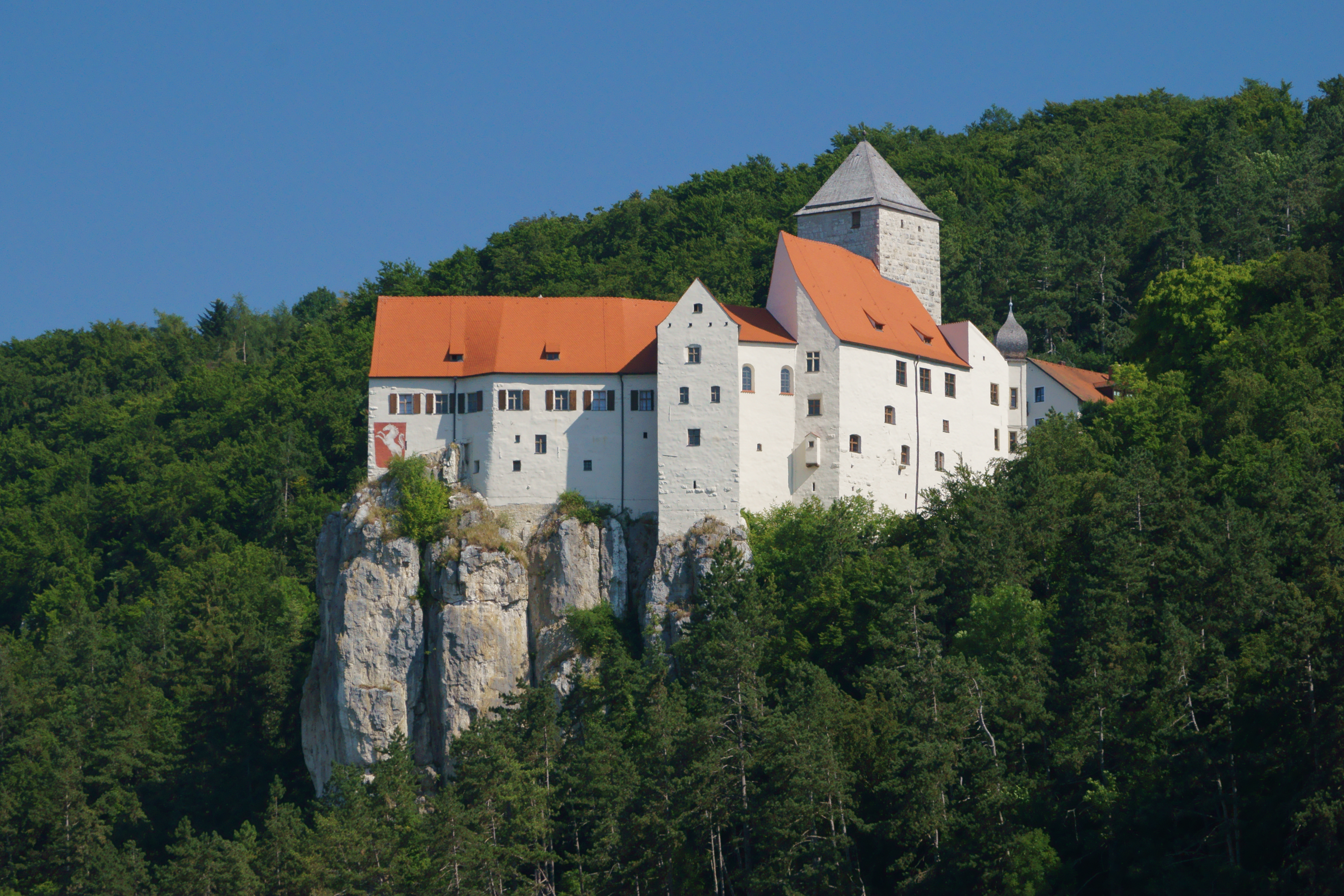
Burg Prunn von Süden gesehen

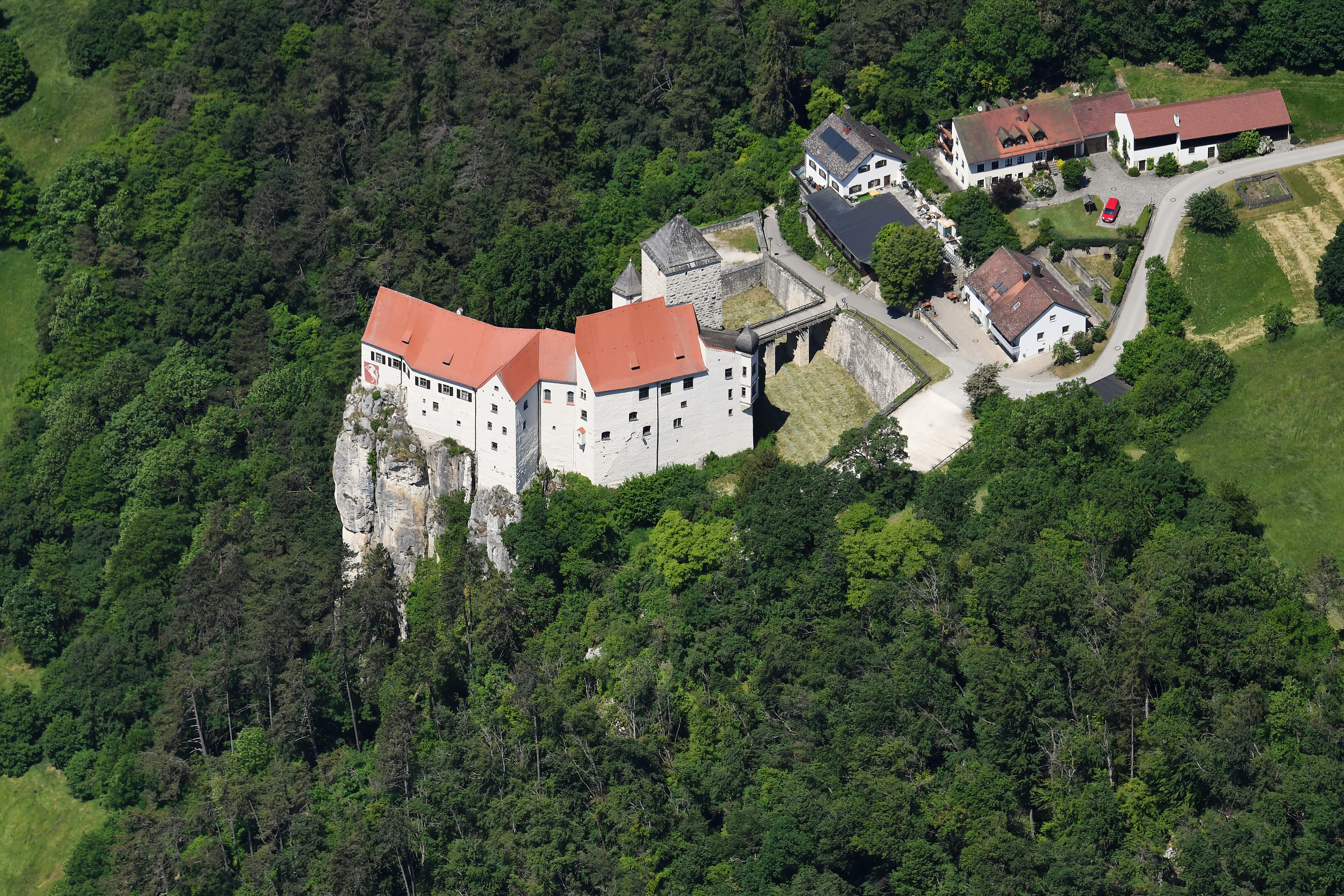
Burg Prunn von Südosten aus der Luft gesehen

Die Burg Prunn steht in Schloßprunn auf einem steil abfallenden Kalkfelsen aus der Zeit des Jura etwa vier Kilometer südöstlich der niederbayerischen Stadt Riedenburg im Landkreis Kelheim. Sie ist unter der Aktennummer D-2-73-164-132 als Baudenkmal verzeichnet. Die Anlage wird als Bodendenkmal unter der Aktennummer D-2-7036-0231 mit der Beschreibung „untertägige Befunde im Bereich der mittelalterlichen Burg Prunn“ geführt.
Die Burganlage kann kostenpflichtig besichtigt werden. 
Von ihrem Burghof bietet sich ein guter Blick über das Altmühltal mit dem Main-Donau-Kanal.

## Geschichte

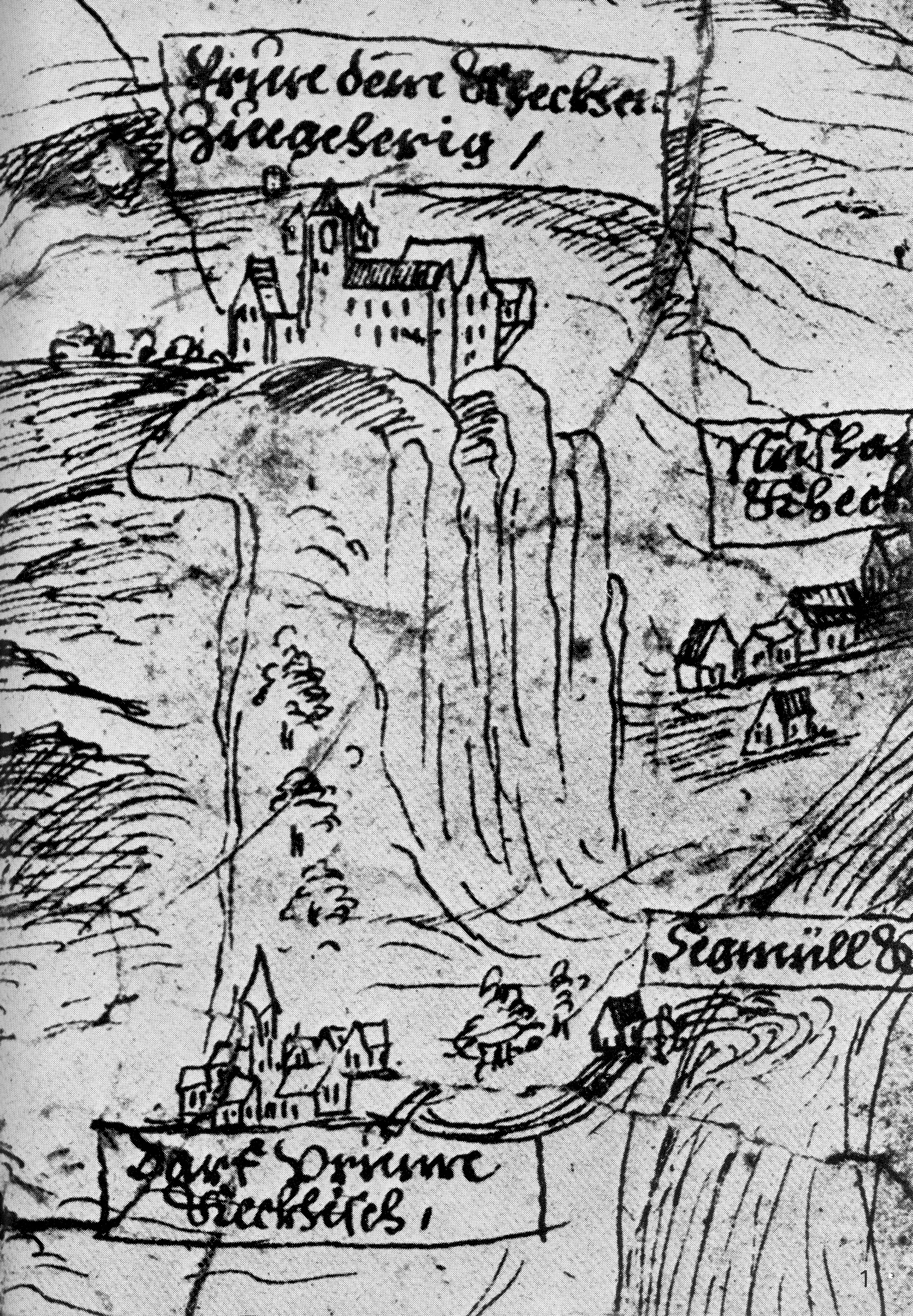
Älteste erhaltene Abbildung der Burg Prunn; Ausschnitt aus einer Grenzkarte des Herzogtums Pfalz-Neuburg

Der älteste bekannte Besitzer war Wernherus de Prunne, der mitsamt seiner Burg 1037 erstmals urkundlich erwähnt wurde. 1147 ging die Burg an die Herren von Laaber aus der Seitenlinie der Praiteneck, von denen zahlreiche Bautätigkeiten ausgingen. Auf sie geht die älteste erhaltene Bausubstanz, bestehend aus Bergfried und Palas, zurück.
1288 wurde die Burg an Herzog Ludwig II. von Bayern verkauft, der sie dem Verkäufer Wernherr von Praiteneck als Lehen zurückgab.
Die Erwähnung eines Hauses Fraunberger zu Prunn 1311 lässt darauf schließen, dass die Burg Prunn im frühen 14. Jahrhundert den Besitzer gewechselt hatte. 1338 wurde die Anlage der Familie Fraunberger vom Haag verkauft. Sie ließ das noch sichtbare „Gurrenwappen“ an der südlichen, zum Tal zeigenden Fassade anbringen. Hans VI. von Fraunberg ließ die Anlage spätgotisch in der Zeit von 1426 bis 1476 erweitern. Als Wolf Fraunberger dem Löwlerbund beitrat, soll dies der bayerische Herzog Albrecht IV. zum Anlass genommen haben, die Burg im Dezember 1491 durch seine Truppen erstürmen zu lassen. Sollte die Erstürmung tatsächlich stattgefunden haben, muss sie ohne Beschädigung oder gar Schleifung der Burg vonstattengegangen sein, denn Nachrichten über einen Wiederaufbau in der Folgezeit sind nicht überliefert. (Der Fraunberger ist kein Gründungsmitglied des Löwlerbundes. Er taucht in den Auseinandersetzungen mit Herzog Albrecht IV. nirgends in den Quellen auf und war am Löwlerkrieg wohl nicht beteiligt.)
Im 15. Jahrhundert war Burg Prunn vorübergehend im Besitz des Geschlechts von Gumppenberg, kehrte jedoch in den Besitz der Fraunberger zurück. Mit dem Erlöschen des Hauses Fraunberg vom Haag zu Prunn fiel die Burg an den bayerischen Herzog zurück, der sie schon 1570 für 18.000 Gulden an Karl Köckh zu Mauerstetten und Bodenmais verkaufte.
1567 oder 1569 fand Wiguleus Hund, Humanist und Geschichtsschreiber Herzog Albrechts V. von Bayern, auf der Burg eine Pergamenthandschrift des Nibelungenliedes und der Klage, den sogenannten Prunner Codex, und schenkte sie 1575 seinem Arbeitgeber. Die Handschrift (BSB-Hss Cgm 31) befindet sich in der Bayerischen Staatsbibliothek in München.
Aus der Zeit um 1600 stammt die erste erhaltene Abbildung der Burganlage. Ihre Südseite ist auf einer Grenzkarte des Herzogtums Pfalz-Neuburg zu sehen. Die Köckhs zu Mauerstetten erweiterten die Burg in der Zeit ab 1604 durch einen neuen schlossartigen Anbau, der den Palas mit dem Bergfried verband. Dabei wurde die romanische Ringmauer als östliche Außenmauer des neuen Gebäudes genutzt.
Weitere Instandsetzungsarbeiten folgten 1631 im Stil der Renaissance, wobei weniger auf Authentizität als auf Wohnlichkeit Wert gelegt wurde. Von diesen Arbeiten, die vor allem im Inneren vorgenommen wurden, zeugt eine Inschrift sowie das Allianzwappen Christoph von Köckhs zu Prunn und seiner Frau Maria am gotischen Wohnbau. Burg Prunn nahm in dieser Zeit immer mehr einen Schlosscharakter an. Heute wird deshalb oft auch der Name Schloss Prunn gebraucht, obwohl die Anlage wegen der mittelalterlichen Entstehung und der ursprünglichen Bausubstanz eindeutig eine Burg ist.
Der Dreißigjährige Krieg setzte dem finanziellen Wohlstand der Köckhschen Familie ein Ende, und so ging die verschuldete Hofmark 1646 in den Besitz des Feldmarschallleutnants Georg von Truckmiller über, der die beschädigten Gebäude reparieren ließ.

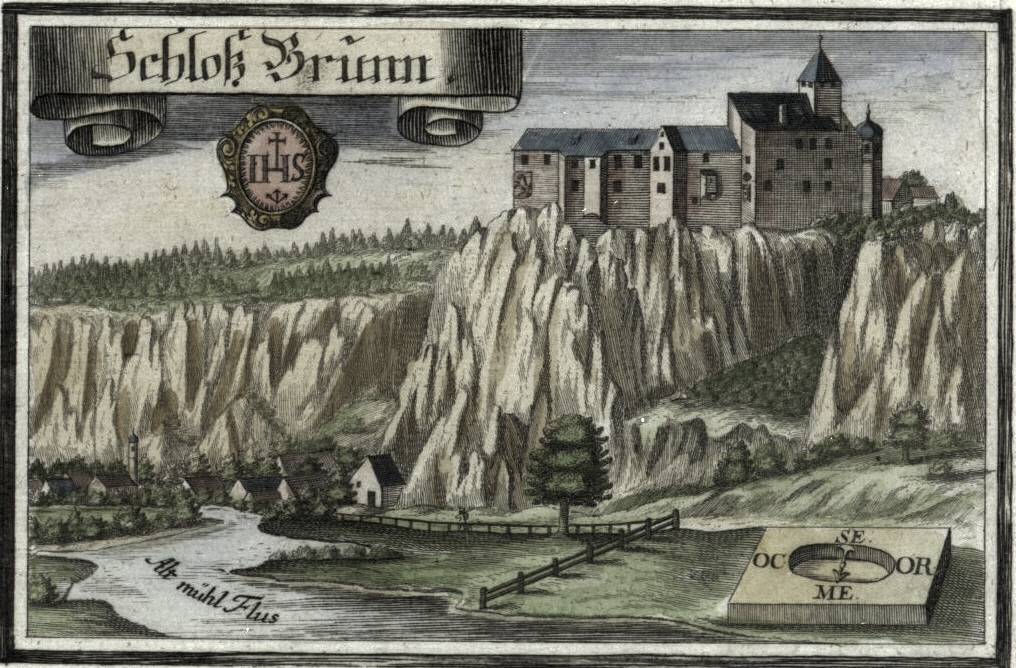
Burg Prunn auf einem Kupferstich von Michael Wening um 1700

Bereits 1672 fand ein erneuter Besitzerwechsel statt: Die Jesuiten aus Ingolstadt kauften „Schloss und Hofmark“. Der Orden führte weitere Umgestaltungen und Erweiterungen am Baubestand durch. Nach Aufhebung des Jesuitenordens 1773 wurde Burg Prunn den Johannitern überlassen. Deren Kommende wurde jedoch 1822 aufgelöst, womit die Burg ein weiteres Mal an die Krone Bayerns zurückfiel.
1827 setzte sich König Ludwig I. von Bayern in der Epoche der Romantik für den Erhalt der Burganlage als historisches Denkmal ein, indem er Sicherungsarbeiten durchführen ließ. Ende des 19. Jahrhunderts erfolgten weitere Instandsetzungsmaßnahmen. Trotzdem verwahrloste die Anlage.
1919 fand ein Pfadfindertreffen statt, das durch das Prunner Gelöbnis der Neupfadfinder prägend für die gesamte Pfadfinderbewegung in Deutschland wurde.
1946 kam die Burg in den Besitz der Bayerischen Verwaltung der staatlichen Schlösser, Gärten und Seen. Sie ließ 1950/51 Restaurierungsarbeiten durchführen. Dabei wurden spätgotische Merkmale wiederhergestellt und zahlreiche Bauelemente aus der Zeit des 19. Jahrhunderts entfernt. Vereinzelt wurden Putzspuren mit nachgeahmten Mauerfugen entdeckt.
In der Zeit von 2007 bis Mai 2010 wurde die Anlage für rund 2,7 Millionen Euro vom bayerischen Staat saniert.

## Beschreibung

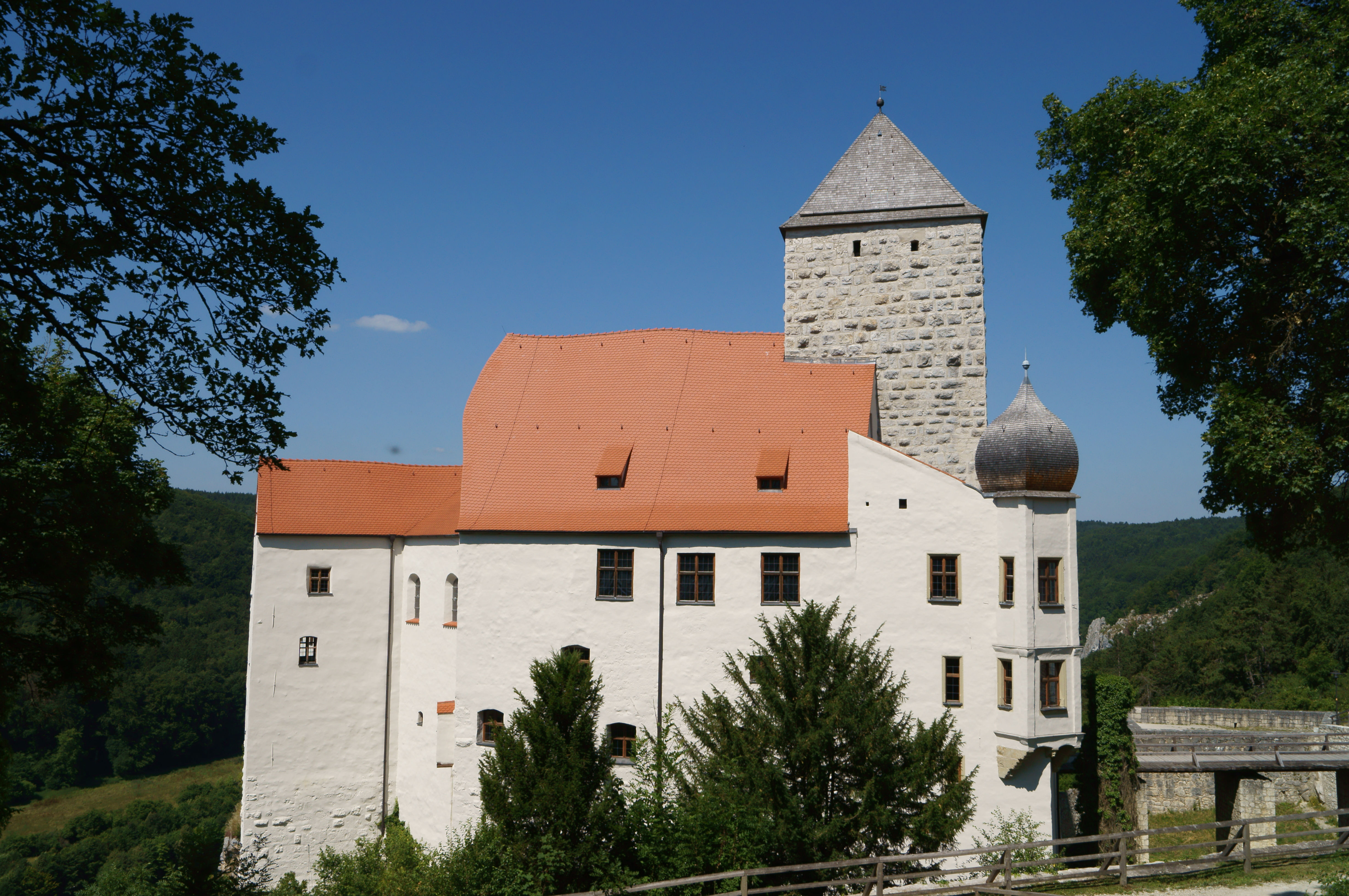
Burg Prunn von Südosten

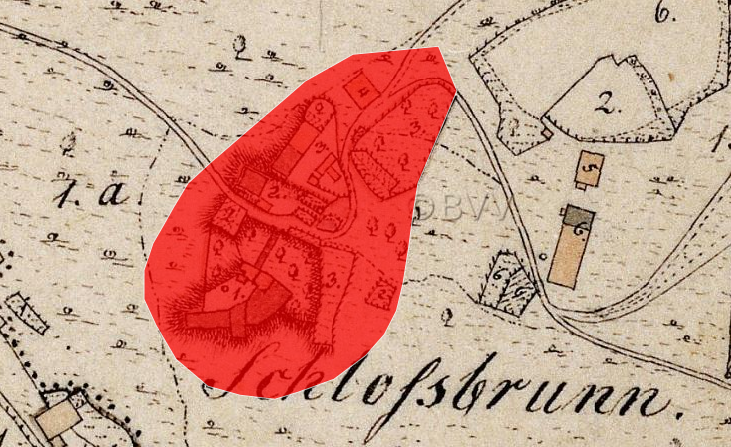
Lageplan von Burg Prunn auf dem Urkataster von Bayern

Die Höhenburg steht auf einem Felsplateau, das an der Nordseite durch einen 20 Meter breiten und 9 Meter tiefen Halsgraben vom Berg getrennt ist. Auf der gegenüberliegenden Seite lag früher eine Vorburg. Als Schutz vor Angriffen von der überhöhten Bergseite diente im Norden der Anlage der romanische Bergfried aus dem 13. Jahrhundert. Er erhebt sich auf einem quadratischen Grundriss mit einer Kantenlänge von sechs Metern und ist 31 Meter hoch. Seine Geschosse sind von einem mit Schindeln gedeckten Zeltdach abgeschlossen, das dem Turm erst später hinzugefügt wurde und den einstigen Zinnenkranz ersetzte. Die Buckelquadermauern aus Kalkstein haben im unteren Bereich eine Stärke von drei Metern und verjüngen sich nach oben auf 2,5 Meter. An der Westseite ist im zweiten Geschoss noch der ehemalige Hocheingang des Bergfrieds zu erkennen.
Die Anordnung der übrigen Bauten der Burg ist durch den Grundriss des schmalen Felsplateaus vorgegeben und daher sehr unregelmäßig. Westlich des Bergfrieds schließt sich ein Torbau mit einer Wachstube im Erdgeschoss und einer Kemenate sowie der sogenannten Frauenküche im Obergeschoss an. Östlich des Bergfrieds steht ein kleiner Bau mit der sogenannten Trinkstube im Obergeschoss. Ebenso wie der Torbau besitzt er ein kleines Erkertürmchen an der Ecke mit Fenster- und Türgewänden aus Grünsandstein und eine geschweifte Haube als Dach.
Der Innenhof der Burg mit seinem in den Fels gehauenen Ziehbrunnen ist im Westen von einer Mauer abgeschlossen, die früher beträchtlich höher war und erst im 19. Jahrhundert abgetragen wurde. In der nordwestlichen Hofecke steht ein polygonaler Treppenturm aus dem frühen 17. Jahrhundert. Seine steinerne Wendeltreppe im Inneren bildet den Zugang zum Obergeschoss des Köckhschen Torbaus. In seinem Türsturz befinden sich die Wappen der Familien von Köckh und von Lerchenfeld.

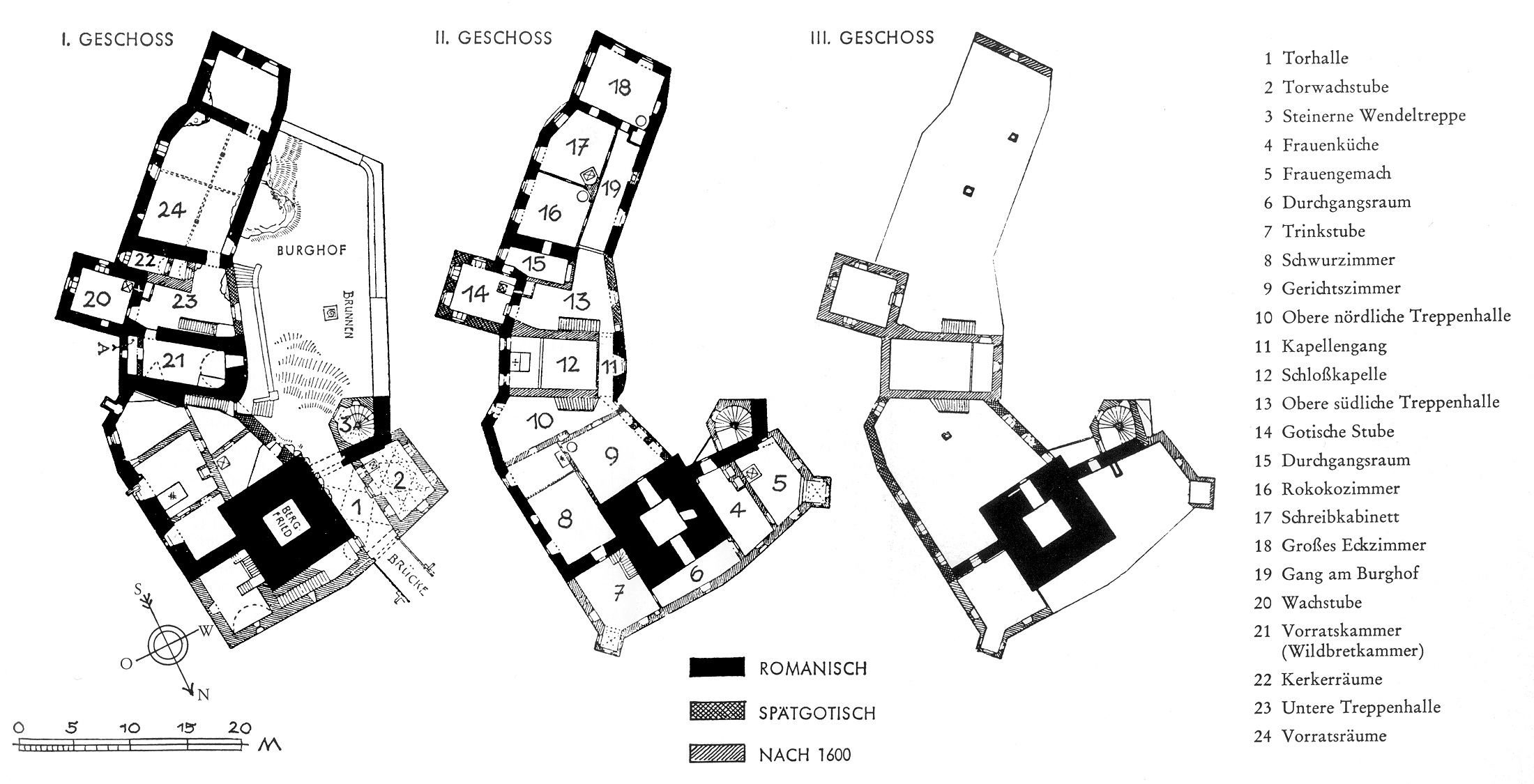
Grundrisse der Burganlage

An seiner südöstlichen Seite begrenzt der ursprünglich romanische Palas mit einem großen gotischen Saal im Erdgeschoss den Burghof. In einem an der Außenwand vorspringenden, turmartigen Bau befindet sich eine weitere Wachstube, in der Fragmente von Fresken und Ochsenblut-Malereien an den Deckenbalken aus dem 14. Jahrhundert zu sehen sind. Im nördlichen Teil des Palas befindet sich die Prunner Burgkapelle, die der Orden der Jesuiten um 1700 im Stil des Rokokos neu gestalten ließ. Sie geht vermutlich auf einen romanischen Vorgänger an gleicher Stelle zurück. Dieser wird im Gewölbe unter der heutigen Kapelle vermutet. Die östliche Außenmauer des rechteckigen Raums wird von der ehemaligen Ringmauer gebildet. Dort steht, flankiert von zwei hohen Rundbogenfenstern, der Altar, dessen barocker Aufbau mit üppigem Schnitzwerk aus Akanthusornamenten verziert ist. Neben zwei geschnitzten Figuren des heiligen Jakobus und des heiligen Christophorus weist die Predella des Altars sechs kleine Relieffiguren aus der Zeit um 1500 auf. Sie stammen vermutlich vom Altar der Vorgängerkapelle. Der heutige Raum besitzt eine stuckierte Flachdecke und eine Empore an der westlichen Schmalseite.

## Sonstiges
An dem Felsen unterhalb der Burg darf geklettert werden. Dort gibt es zwölf Routen im Felsen mit teilweise etwas anspruchsvoller Absicherung bis zum Schwierigkeitsgrad 9 (UIAA). Wegen Vogelbrut ist der Felsen jährlich vom 1. Februar bis 30. Juni gesperrt.
Auf der Burg wurde im Jahr 1992 der Jugendfilm TKKG – Drachenauge gedreht. Im Film diente die Burg als Kulisse der Schreckensburg des Ritters Albrecht von Zehrenstein.
Die Burg liegt in dem vom Bayerischen Landesamt für Umwelt ausgewiesenen Naturschutzgebiet Schloss Prunn.